# Maman Brigitte

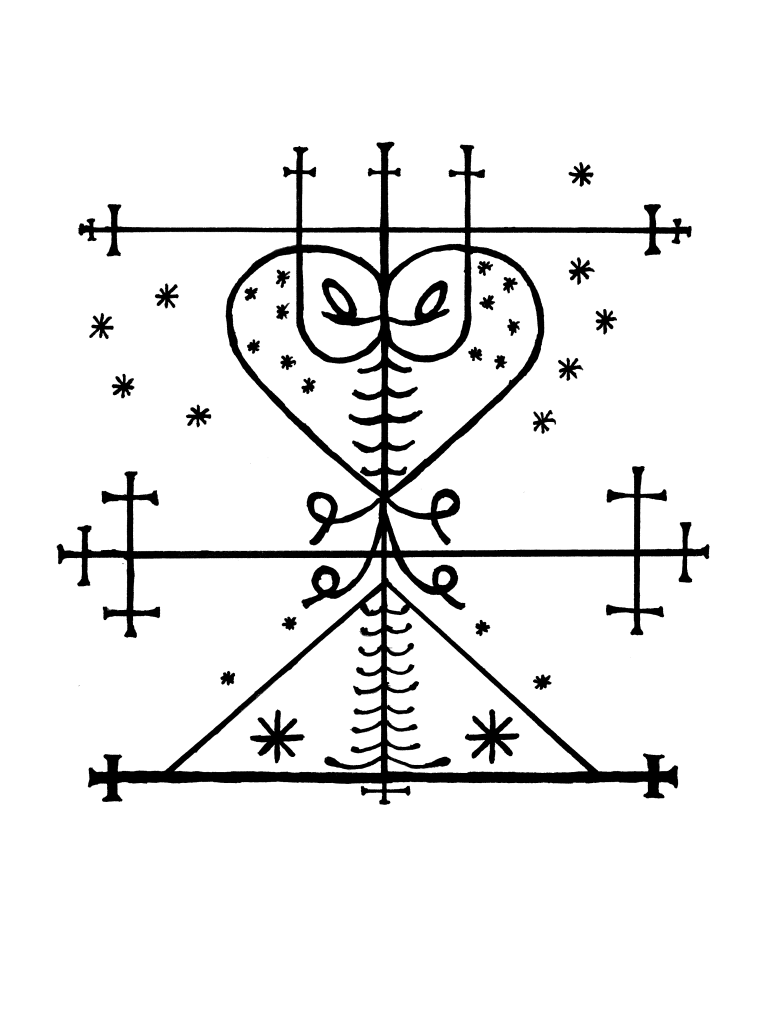
Symbol kultowy (veve) Maman Brigitte

Maman Brigitte (dosłownie: Mama Brygida, czytaj: mam'ą briżít) – jeden z duchów (loa) w religii voodoo, żona Barona Samedi. Opiekunka cmentarzy i grobów.
Jej imię zostało prawdopodobnie zapożyczone od św. Brygidy. Jest kobietą o białej skórze i rudych włosach, ubraną w czarną suknię z szalem na ramionach, przykrywa głowę chustą i nosi ciemne okulary w których brakuje prawego szkła. Jej ulubiony kolor to fiolet, a zwierzę ofiarne to czarna kura.
Opiekuje się każdym grobem, na którym stoi krzyż. Ceremonia jej poświęcona odbywa się na grobie pierwszej kobiety, pochowanej na nowym cmentarzu. Wraz z Baronem Samedi są rodzicami wszystkich Guédé.
Wyznawcy voodoo wzywają Maman Brigitte, aby skłoniła duchy zmarłych do pomocy w uzdrowieniu lub odwróceniu złego uroku. Osoby opętane przez nią używają wulgarnych i obscenicznych słów i piją rum z dodatkiem dużej ilości chili (którego w normalnym stanie nie mogliby wypić).